# Aérodrome de Bouar
L'aéroport de Bouar (code IATA : BOP • code OACI : FEFO) est un aéroport domestique desservant la ville de Bouar, dans l'Ouest de la République centrafricaine. L'aéroport est desservie par la compagnie Centrafrique Air. 

## Histoire
Il y a eu un crash aérien le 21 avril 1964 d'un avion de transport militaire français Nord 2501 Noratlas, faisant 18 victimes. 

## Situation
| Alindao Bakouma Bambari Bangassou Bangui Batangafo Berbérati Birao Bocaranga Bossangoa Bossembélé Bouar Bouca Bozoum Bria Carnot Gamboula Gordil Kaga · Bandoro Kémbé Koumala Melle Mobaye · Mbanga N'Délé Obo Ouadda Ouanda · Djalle Paoua Rafaï Sibut Yalinga Zémio |

NB : Seul l'aéroport de Bangui dispose de liaisons commerciales régulières.